# Taça Rosa de 2021
A Taça de Rosa "Muki" Bonaparte de 2021 foi a segunda edição da Supertaça Timorense de Futebol Feminino. Foi realizada pela Federação de Futebol de Timor-Leste.

## Equipes Participantes
Classificaram-se automaticamente para a Supertaça as 5 equipas participantes da primeira divisão da Liga Feto Timor de 2021, o atual campeonato nacional de futebol feminino, mais as 3 equipes melhores colocadas na segunda divisão da liga.
| Primeira Divisão os 5 times da temporada 2021                                                                                | Segunda Divisão os 3 times mais bem colocados                 |
| - F.C. Académica (1ª participação) - F.C. Buibere (2ª) - Maranatha FC (2ª) - S'Amuser FC (2ª) - Sport Laulara e Benfica (2ª) | - Baucau FC (1ª participação) - Maudoko FC (1ª) - VDL FC (1ª) |

## Partidas
As partidas da taça são realizadas entre 1 e 20 de dezembro, em sistema eliminatório (partidas únicas). Todos os jogos foram realizados no Estádio Municipal de Dili.
|  | Quartas de final     | Quartas de final    |                      |       | Semifinais | Semifinais |  |  | Final | Final |
|  |                      |                     |                      |       |            |            |  |  |       |       |
|  | Díli, 16 de novembro |                     |                      |       |            |            |  |  |       |       |
|  |                      |                     |                      |       |            |            |  |  |       |       |
|  | Buibere              | 8                   |                      |       |            |            |  |  |       |       |
|  | Buibere              | 8                   | Díli, 1 de dezembro  |       |            |            |  |  |       |       |
|  | VDL                  | 1                   |                      |       |            |            |  |  |       |       |
|  | VDL                  | 1                   | Buibere              | 0 (2) |            |            |  |  |       |       |
|  | Díli, 17 de novembro |                     | Buibere              | 0 (2) |            |            |  |  |       |       |
|  |                      | S'Amuser (pen.)     | 0 (3)                |       |            |            |  |  |       |       |
|  | Maudoko              | S'Amuser (pen.)     | 0 (3)                | 0     |            |            |  |  |       |       |
|  | Maudoko              |                     | Díli, 20 de dezembro | 0     |            |            |  |  |       |       |
|  | S'Amuser             | 4                   |                      |       |            |            |  |  |       |       |
|  | S'Amuser             | 4                   | S'Amuser             | 3     |            |            |  |  |       |       |
|  | Díli, 23 de novembro |                     | S'Amuser             | 3     |            |            |  |  |       |       |
|  |                      | SL Benfica          | 4                    |       |            |            |  |  |       |       |
|  | SL Benfica           | SL Benfica          | 4                    | 4     |            |            |  |  |       |       |
|  | SL Benfica           | Díli, 8 de dezembro |                      | 4     |            |            |  |  |       |       |
|  | F.C. Académica       | 0                   |                      |       |            |            |  |  |       |       |
|  | F.C. Académica       | 0                   | SL Benfica           | 2     |            |            |  |  |       |       |
|  | Díli, 24 de novembro |                     | SL Benfica           | 2     |            |            |  |  |       |       |
|  |                      | Maranatha           | 1                    |       |            |            |  |  |       |       |
|  | Baucau               | Maranatha           | 1                    | 0     |            |            |  |  |       |       |
|  | Baucau               |                     |                      | 0     |            |            |  |  |       |       |
|  | Maranatha            | 2                   |                      |       |            |            |  |  |       |       |
|  | Maranatha            | 2                   |                      |       |            |            |  |  |       |       |

### Terceiro Lugar
| 14 de dezembro de 2021 | Buibere FC | 1 - 1 | Maranatha FC | Estádio Municipal de Dili |
| 16:00 UTC+9            |            |       |              |                           |

### Partida Final
| 29 de janeiro de 2022 | S'Amuser                                                     | 3 - 4     | SL Benfica                                    | Estádio Municipal de Dili |
| 15:00 UTC+9           | Anina Costa 18' · Cecilia Godinho 56' · Dolores da Costa 86' | Relatório | Elvira da Silva 7', 23', 41' · Julia Belo 46' |                           |

## Premiação
| Supertaça Timorense de Futebol Feminino de 2021 |
| Timor-Leste                                     |
| ----------------------------------------------- |
| Sport Laulara e Benfica Campeãs (1º título)     |